# Volo Mandala Airlines 091
Il volo Mandala Airlines 091 era un volo di linea nazionale passeggeri dall'aeroporto Internazionale Polonia, Medan, all'aeroporto Internazionale di Soekarno-Hatta, Giacarta, in Indonesia. Il 5 settembre 2005, alle 10:15 UTC+7, un Boeing 737-200 operante il volo si schiantò in una zona residenziale densamente popolata pochi secondi dopo il decollo da Medan. In totale ci furono 149 vittime: 100 occupanti dell'aereo e 49 abitanti del quartiere.
Dozzine di case e automobili furono distrutte. 17 passeggeri sopravvissero all'incidente, mentre 100 persero la vita. La maggior parte dei sopravvissuti era seduta nella parte posteriore dell'aeromobile e la maggior parte delle vittime erano indonesiani. Rizal Nurdin, governatore della Sumatra Settentrionale, e Raja Inal Siregar, il suo immediato predecessore, erano tra le vittime.

## L'aereo

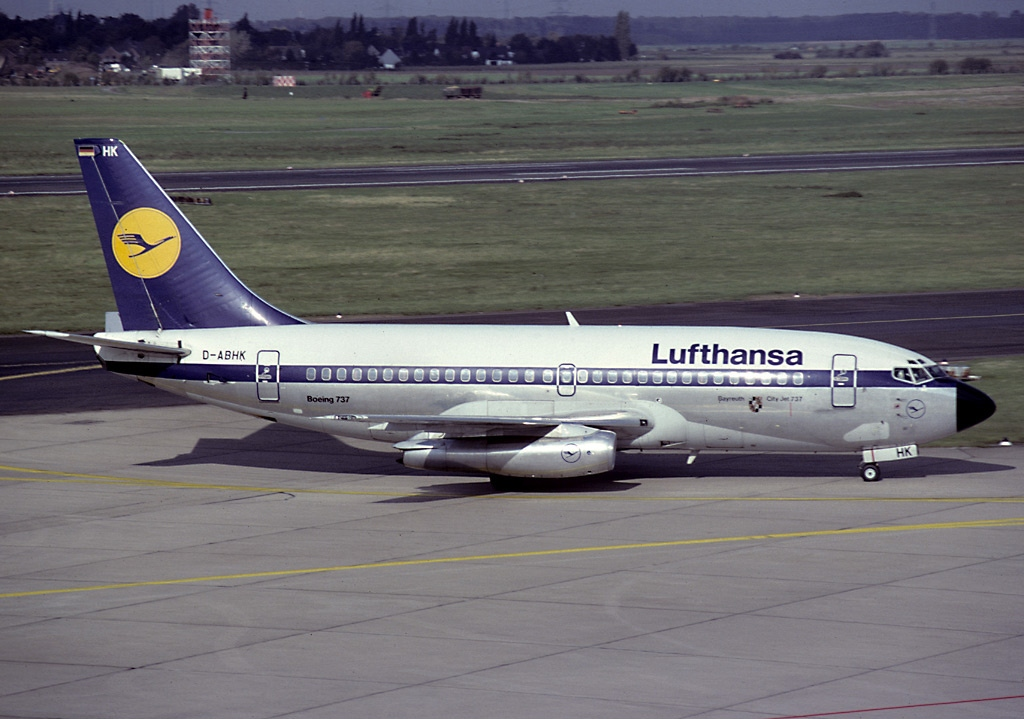
Il 737 coinvolto nell'incidente fotografato il 26 ottobre 1984, ancora nella livrea della Lufthansa.

Il velivolo coinvolto era un Boeing 737-230, marche PK-RIM, numero di serie 22136, numero di linea 783. Volò per la prima volta il 20 luglio 1981 e venne consegnato a Lufthansa nell'agosto dello stesso anno, registrato come D-ABHK e soprannominato Bayreuth. Operò poi per Air Atlanta Icelandic, Tunisair e infine per Mandala Airlines a partire dal novembre del 1994. Era spinto da 2 motori turboventola Pratt & Whitney JT8D-15. Al momento dell'incidente, l'aereo aveva poco più di 24 anni e aveva accumulato 51 599 ore di volo in 51 335 cicli di decollo-atterraggio.

## Passeggeri ed equipaggio

### La compagnia aerea
Mandala Airlines venne fondata nel 1969 ed era una delle numerose compagnie aeree a basso costo operanti nell'arcipelago indonesiano. Al momento dell'incidente, era posseduta al 90% da una fondazione istituita dalla riserva strategica dell'esercito indonesiano Kostrad (Komando Strategis Angkatan Darat). Nel 2006 venne acquisita da Cardig International e Indigo Partners.

### I passeggeri
La maggior parte dei passeggeri del volo erano indonesiani, sebbene l'elenco includesse diversi passeggeri di altre nazionalità, tra cui tre cinesi e altri 20 provenienti da diversi paesi. Tutti e cinque i membri dell'equipaggio, 95 dei 112 passeggeri e 49 persone a terra rimasero uccisi. 15 dei 17 passeggeri sopravvissuti rimasero feriti. Ventisei persone a terra vennero gravemente ferite nell'incidente.
Dall'ospedale, un passeggero riferì al canale televisivo indonesiano MetroTV che lui e altre cinque persone sedute sul retro dell'aereo nella fila 20 erano sopravvissute. "C'è stato il rumore di un'esplosione nella parte anteriore, sono apparse delle fiamme e poi l'aereo è caduto", disse. Il sopravvissuto riferì che era fuggito dal relitto in fiamme attraverso la fusoliera spezzata mentre udiva grandi esplosioni dietro di lui.
Un altro sopravvissuto dichiarò che l'aereo sembrava avere difficoltà durante e dopo il decollo. "Dopo il decollo, il rumore dei motori è diventato molto forte e l'aereo ha iniziato a tremare, prima di cadere improvvisamente", disse.

### L'equipaggio
Il comandante era Askar Timur, 34 anni; aveva 7 552 ore di volo, di cui 7 302 sui Boeing 737. Il primo ufficiale era il 31enne Daufir Efendi; aveva 2 353 ore di volo, delle quali 685 sui Boeing 737.

## L'incidente
Alle 10:02 WIB, il volo 091 ricevette l'autorizzazione per decollare e gli fu riferito di virare a sinistra in direzione 120° e di mantenere i 1 500 piedi (460 m); l'aereo iniziò la corsa di decollo pochi secondi dopo. Alcuni passeggeri e altri testimoni affermarono che l'aeromobile era riuscito ad alzare il muso ma che la distanza percorsa era stata maggiore rispetto al normale. La maggior parte di loro affermò che il muso dell'aereo aveva iniziato a staccarsi dal suolo a pochi metri dalla fine della superficie asfaltata. Il controllore della torre riferì che, dopo la rotazione, l'aereo aveva iniziato a oscillare a destra e sinistra. Anche testimoni oculari a terra riportarono lo stesso; dichiararono che l'aereo oscillava violentemente (probabilmente a indicare uno stallo aerodinamico). L'aereo sorvolò quindi l'estremità della pista 23, colpì diverse luci del sistema luminoso di avvicinamento, attraversò un'area erbosa e un fiume. Alcuni testimoni a terra riferirono che l'ala sinistra colpì un edificio prima di finire su una strada trafficata, quindi sentirono due grandi esplosioni e videro delle fiamme. Quando l'aereo si fermò 540 metri dalla fine della pista, si spezzò in tre parti. Gran parte della sezione della fusoliera venne distrutta dall'incendio sviluppatosi dopo l'impatto. La parte rimasta della fusoliera era solo la sezione di coda. Entrambi i motori si staccarono dal Boeing a causa dell'impatto. Il motore destro venne trovato a circa 300 metri e il sinistro a circa 400 metri dalla fine della pista 23.
Alle 10.25 ora locale, l'aeroporto venne chiuso. I vigili del fuoco risposero immediatamente alla chiamata di emergenza del controllore. Quando arrivarono alla fine della pista 23, si resero conto che il luogo dell'incidente era al di fuori del perimetro dell'aeroporto e che non c'era strada d'accesso per raggiungerlo. Quando arrivarono, il fuoco stava ancora bruciando sul luogo del disastro. Diverse unità antincendio del governo locale e ambulanze parteciparono alle operazioni di salvataggio. La popolazione locale, la polizia e altri furono coinvolti nelle prime operazioni di salvataggio, e più tardi furono assistiti dall'aviazione e dall'esercito indonesiani. Alcune vittime vennero evacuate usando auto commerciali e private, poiché il numero di ambulanze era molto limitato.
Sul luogo dell'incidente non vi era alcun responsabile come coordinatore tra le squadre di soccorso. La situazione, eccessivamente affollata, causò difficoltà alle squadre nell'evacuazione delle vittime. Secondo i testimoni, non c'erano etichette per le vittime e non era stata istituita alcuna area di triage. La popolazione locale cercò di salvare uno dei piloti; tuttavia non furono in grado di liberarlo dalle cinture, poiché non avevano familiarità con i componenti dell'aeromobile. Mentre stavano cercando di salvare il pilota, la parte posteriore del Boeing esplose. Quando videro il fuoco, scapparono per evitare le fiamme. Secondo loro, uno dei piloti era ancora vivo al momento in cui lo trovarono. Tuttavia, dopo l'estinzione dell'incendio, il suo corpo non venne trovato. Il suo sedile era stato completamente bruciato.

## Le indagini

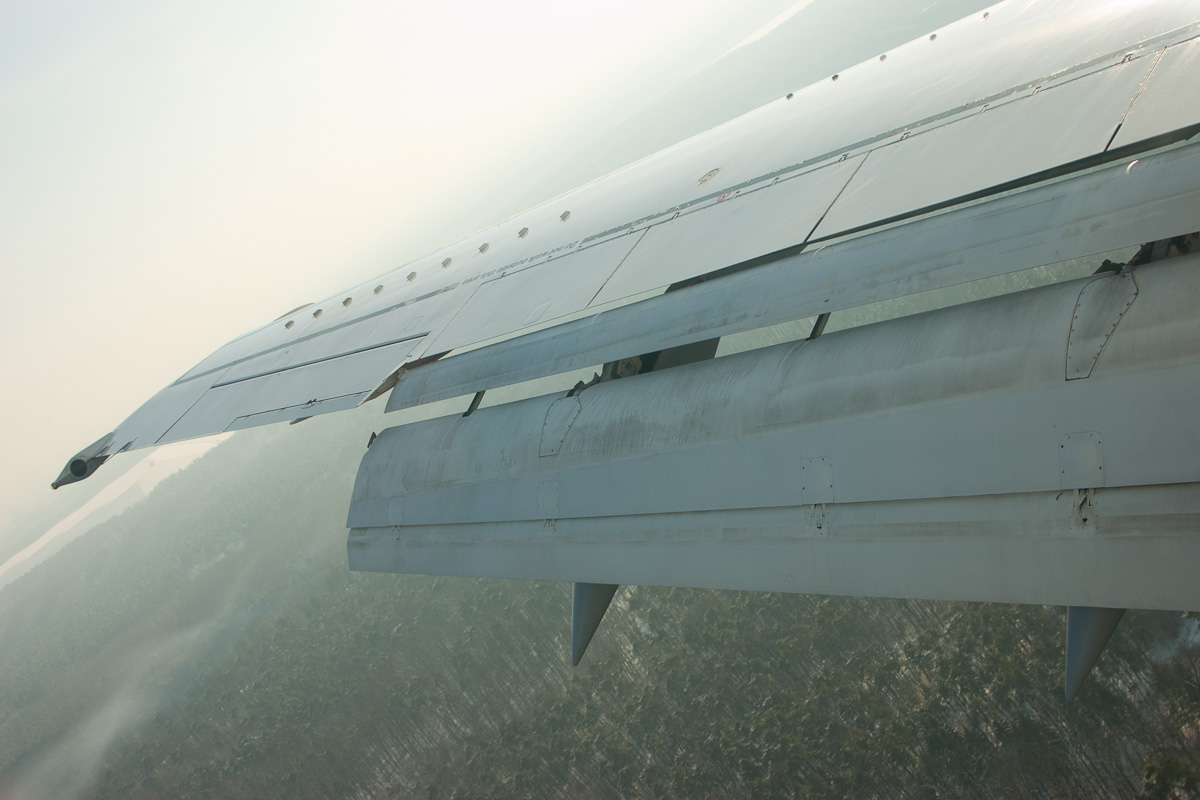
I flap di un Boeing 737 completamente estesi.

Il FDR e il CVR furono trovati e inviati a Washington per essere analizzati dal National Transportation Safety Board degli Stati Uniti. Vennero trovati in buone condizioni; tuttavia, il team ebbe difficoltà a leggere i suoni registrati dal microfono della cabina di pilotaggio (CAM); scoprì che i suoni erano mascherati da ronzii e rumori. Si udirono alcune voci sulla traccia; ci furono un certo numero di passaggi nel livello e nel carattere del rumore di fondo che potrebbero essere stati coerenti con una connessione elettrica intermittente nel circuito di cablaggio del microfono. Una qualità così scadente delle registrazioni rese impossibile scoprire se l'equipaggio eseguì le procedure di configurazione di decollo adeguate, compresa l'esecuzione della lista di controllo. Tuttavia, diverse parole dell'equipaggio, attivazioni degli interruttori della cabina di pilotaggio, rumori dei motori e altri suoni vennero registrati dal microfono, seppur a un volume molto inferiore rispetto allo standard del Boeing 737-200. Il suono tipico dell'allarme di configurazione di decollo errata non venne ascoltato nelle registrazioni. Neppure il rumore dello stick-shaker (in genere produce un suono più forte dell'allarme precedentemente descritto) non venne registrato.
Sapendo che l'aereo aveva avuto in passato un incidente legato a uno dei suoi motori, gli investigatori li analizzarono entrambi per cercare eventuali anomalie. Tuttavia, non venne alcuna indicazione di un guasto ai propulsori. Infatti, lo smontaggio rivelò che non vi era alcun difetto in essi. Pertanto, gli investigatori la esclusero dalle probabili cause.

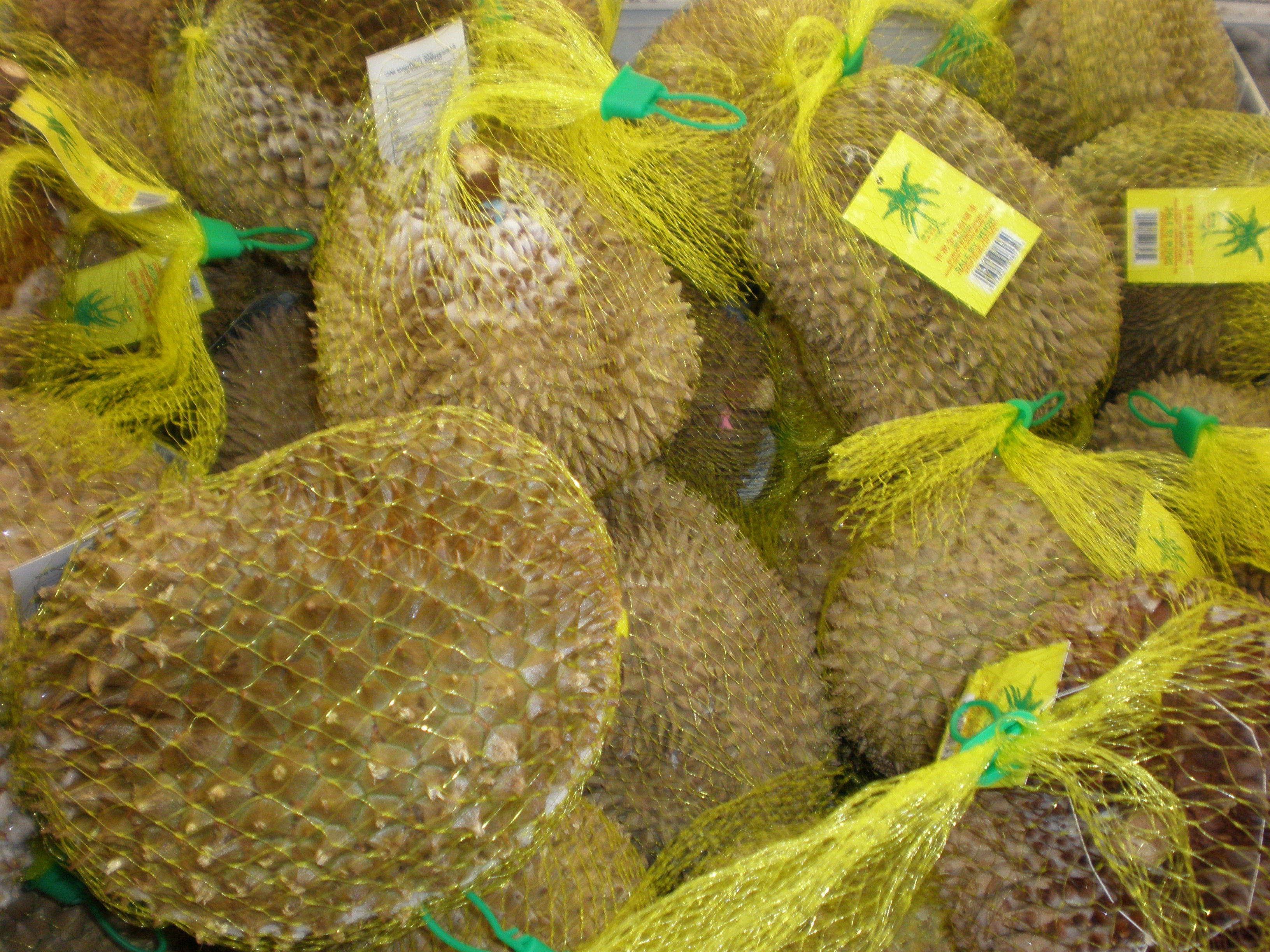
I durian hanno un peso medio di circa 1,5 chilogrammi.

Agli investigatori venne riferito che l'aereo trasportava un carico di durian; ciò li portò a pensare che l'aereo fosse sovraccarico. Il direttore della compagnia aerea inizialmente negò che ci fossero durian a bordo, ma in seguito ammise che ne erano state caricate 2,7 tonnellate. L'NTSC confermò tale affermazione. Tuttavia, un esame sul peso e sul centro di gravità dell'aereo rivelò che i parametri soddisfacevano i requisiti e gli standard per le prestazioni al decollo. Le condizioni meteorologiche non furono un fattore in questo incidente.
Il rapporto finale ufficiale sull'incidente venne pubblicato dal National Transportation Safety Committee (NTSC) indonesiano il 1º gennaio 2009. In base a questo, le probabili cause dell'incidente furono:
- l'aeromobile decollò con una configurazione di decollo errata, vale a dire con i flap e gli slat completamente retratti; ciò impedì all'aereo di alzarsi in volo;
- l'esecuzione impropria della lista di controllo portò all'incapacità di identificare il fatto che i flap e gli slat fossero non fossero estesi;
- il suono del sistema di allarme di configurazione di decollo errata dell'aeromobile non venne registrato dal CVR; è possibile che tale allarme non si attivò mai